# Supercoppa italiana 2013
Supercoppa italiana 2013 byl zápas Supercoppa italiana, tedy italského fotbalového Superpoháru. Střetly se v něm týmy Juventus FC jakožto vítěz Serie A ze sezóny 2012/13, a celek Lazio Řím, který vyhrál ve stejné sezóně italský fotbalový pohár (Coppa Italia).
Zápas se odehrál 18. srpna 2013 na Stadio Olimpico v Římě, hlavním městě Itálie. O poločase byl stav 1:0 pro tým Juventusu, ten se nakonec po výhře 4:0 radoval z triumfu. Pro Juventus to bylo šesté prvenství v soutěži (a druhé v řadě), v minulosti trofej získal ještě v letech 1995, 1997, 2002, 2003 a 2012. Lazio Řím přišlo o možnost získat čtvrtou trofej v italském Superpoháru.

## Detaily zápasu
| 18. srpen 2013 21:00 SELČ                          |        |          |                                                |
| Juventus FC                                        | 4 – 0  | SS Lazio | Stadio Olimpico, Řím rozhodčí: Gianluca Rocchi |
| Pogba 23' Chiellini 52' Lichtsteiner 54' Tévez 56' | Report |          | Stadio Olimpico, Řím rozhodčí: Gianluca Rocchi |

| Juventus FC | SS Lazio |

|               |    |                      |     |     |
|               |    |                      |     |     |
| GK            | 1  | Gianluigi Buffon     |     |     |
| DF            | 15 | Andrea Barzagli      | 43' | 75' |
| DF            | 19 | Leonardo Bonucci     |     |     |
| DF            | 3  | Giorgio Chiellini    |     |     |
| MF            | 26 | Stephan Lichtsteiner |     | 82' |
| MF            | 23 | Arturo Vidal         |     |     |
| MF            | 21 | Andrea Pirlo         |     |     |
| MF            | 8  | Claudio Marchisio    |     | 20' |
| MF            | 22 | Kwadwo Asamoah       |     |     |
| FW            | 10 | Carlos Tévez         |     |     |
| FW            | 9  | Mirko Vučinić        |     |     |
| Náhradníci:   |    |                      |     |     |
| DF            | 4  | Martín Cáceres       |     | 75' |
| DF            | 5  | Angelo Ogbonna       |     | 82' |
| MF            | 6  | Paul Pogba           |     | 20' |
| DF            | 11 | Paolo De Ceglie      |     |     |
| FW            | 12 | Sebastian Giovinco   |     |     |
| FW            | 14 | Fernando Llorente    |     |     |
| MF            | 17 | Luca Marrone         |     |     |
| MF            | 20 | Simone Padoin        |     |     |
| FW            | 27 | Fabio Quagliarella   |     |     |
| GK            | 30 | Luca Marrone         |     |     |
| FW            | 32 | Alessandro Matri     |     |     |
| MF            | 33 | Mauricio Isla        |     |     |
| Trenér:       |    |                      |     |     |
| Antonio Conte |    |                      |     |     |

|                   |    |                    |     |     |
|                   |    |                    |     |     |
| GK                | 22 | Federico Marchetti |     |     |
| RB                | 39 | Luis Pedro Cavanda |     |     |
| CB                | 3  | André Dias         | 59' |     |
| CB                | 20 | Giuseppe Biava     |     |     |
| LB                | 26 | Ștefan Radu        |     | 58' |
| DM                | 24 | Cristian Ledesma   |     | 56' |
| RM                | 87 | Antonio Candreva   |     |     |
| CM                | 8  | Hernanes           | 31' | 70' |
| CM                | 5  | Lucas Biglia       |     |     |
| LM                | 19 | Senad Lulić        |     |     |
| CF                | 11 | Miroslav Klose     |     |     |
| Náhradníci:       |    |                    |     |     |
| GK                | 1  | Albano Bizzarri    |     |     |
| DF                | 2  | Michaël Ciani      |     |     |
| MF                | 4  | Luca Crecco        |     |     |
| MF                | 10 | Ederson            |     | 56' |
| MF                | 15 | Álvaro González    |     |     |
| FW                | 18 | Libor Kozák        |     |     |
| MF                | 23 | Ogenyi Onazi       |     | 70' |
| FW                | 25 | Antonio Rozzi      |     |     |
| MF                | 27 | Lorik Cana         |     |     |
| DF                | 85 | Diego Novaretti    |     |     |
| GK                | 95 | Thomas Strakosha   |     |     |
| FW                | 99 | Sergio Floccari    |     | 58' |
| Trenér:           |    |                    |     |     |
| Vladimir Petković |    |                    |     |     |

Asistenti rozhodčího:

 Di Liberatore

 Cariolato

Čtvrtý rozhodčí:

 ?

Delegát zápasu:

 ?